# Garðar Thór Cortes

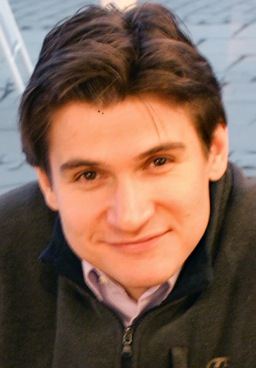
Foto do tenor islândes Gardar Thór Cortes.

Garðar Thór Cortes (Nascido em 2 de maio de 1974), é um tenor islandês filho de uma islandesa com um Inglês.
Um ex-ator mirim, Cortes, posteriormente treinado como um cantor em Viena, Copenhague e Londres. Ele tem realizado vários papéis principais em óperas tenor, bem como uma parte do elenco do O Fantasma da Ópera em West End em Londres. Apesar de insistir que ele é antes de tudo um cantor de ópera clássica, foi com seu álbum de classical crossover, divulgado na Islândia em 2005, que Cortés chegou à proeminência. Seu álbum de estréia no Reino Unido, também intitulado Cortes, foi lançado em 16 de abril de 2007 e entrou na parada clássica do Reino Unido em 1º lugar. Ele está interpretando o Fantasma na continuação do Fantasma da Ópera, Love Never Dies em Hamburgo.